# Вероника Шмидта
Вероника Шмидта (лат. Veronica schmidtiana) — многолетнее травянистое растение, вид рода Вероника (Veronica) семейства Подорожниковые (Plantaginaceae).

## Распространение и экология
Ареал вида охватывает Сахалин, Курильские острова и Японию.
Произрастает на каменистых склонах, по морским песчаным берегам.

## Ботаническое описание
Корневище тонкое, деревянистое, часто ползучее.
Стебли высотой 5—20 см, одиночные или по нескольку, прямые или приподнимающиеся, более-менее густо волосистые от длинных волосков.
Нижние листья длиной до 4 см, на длинных черешках. Верхние листья с короткими черешками или сидячие, пластинки листьев длиной 2—4 см, шириной 1—1,5 см, треугольно-яйцевидные, яйцевидно-продолговатые или ланцетные, по краю двояко-выемчатые, перисто и раздельно зубчато-лопастные, с усечённым или слабо выраженным клиновидным основанием, иногда неясно сердцевидные, голые или более-менее длинноволосистые.
Цветки в густых кистях, при плодах удлиняющихся, на цветоножках в несколько раз превышающих венчик и коробочку; прицветники в нижней части соцветия подобны стеблевым листьям, верхние цельнокрайные, ланцетные или лопатчато-продолговатые. Чашечка с ланцетными или лопатчатыми долями, железистая; венчик диаметром около 1,5 см, синий, иногда белый или красный; три лопасти венчика яйцевидные, одна округло-яйцевидная, все острые. Тычинки в полтора—два с половиной раза превышают или почти равны венчику; пыльники длиной около 1 мм, сердцевидно расходящиеся.
Коробочка длиной 6—7 (до 10) мм, шириной 3—5 мм, кверху несколько суженная, с выемкой длиной 1—2 мм, с расходящимися под прямым углом лопастями; гнёзда коробочки содержат около 10 семян. Семена диаметром около 0,5 мм, яйцевидные, плоские, на верхушке тупые, у основания острые, гладкие.
Цветёт в июне — июле.

## Таксономия
Вид Вероника Шмидта входит в род Вероника (Veronica) семейства Подорожниковые (Plantaginaceae) порядка Ясноткоцветные (Lamiales).
|  |                                      |  |                                                             |                                                             |                          |  | ещё 21 семейство (согласно Системе APG II) | ещё 21 семейство (согласно Системе APG II) |                     |  |  |  | ещё от 300 до 500 видов |
|  |                                      |  |                                                             |                                                             |                          |  | ещё 21 семейство (согласно Системе APG II) | ещё 21 семейство (согласно Системе APG II) |                     |  |  |  | ещё от 300 до 500 видов |
|  |                                      |  |                                                             | порядок Ясноткоцветные                                      |                          |  |                                            |                                            | род Вероника        |  |  |  |                         |
|  |                                      |  |                                                             | порядок Ясноткоцветные                                      |                          |  |                                            |                                            | род Вероника        |  |  |  |                         |
|  | отдел Цветковые, или Покрытосеменные |  |                                                             |                                                             | семейство Подорожниковые |  |                                            |                                            | вид Вероника Шмидта |  |  |  |                         |
|  | отдел Цветковые, или Покрытосеменные |  |                                                             |                                                             | семейство Подорожниковые |  |                                            |                                            |                     |  |  |  |                         |
|  |                                      |  | ещё 44 порядка цветковых растений (согласно Системе APG II) | ещё 44 порядка цветковых растений (согласно Системе APG II) |                          |  |                                            | ещё 90 родов                               | ещё 90 родов        |  |  |  |                         |
|  |                                      |  |                                                             | ещё 44 порядка цветковых растений (согласно Системе APG II) |                          |  |                                            |                                            | ещё 90 родов        |  |  |  |                         |